# Les Villages Vovéens
Les Villages Vovéens est, depuis le 1er janvier 2016, une commune nouvelle française située dans le département d’Eure-et-Loir, en région Centre-Val de Loire, née de la fusion des communes de Montainville, de Rouvray-Saint-Florentin, de Villeneuve-Saint-Nicolas et de Voves.

## Géographie

### Situation
Le chef-lieu de la commune nouvelle, Voves, se situe au sud-est du département d’Eure-et-Loir.

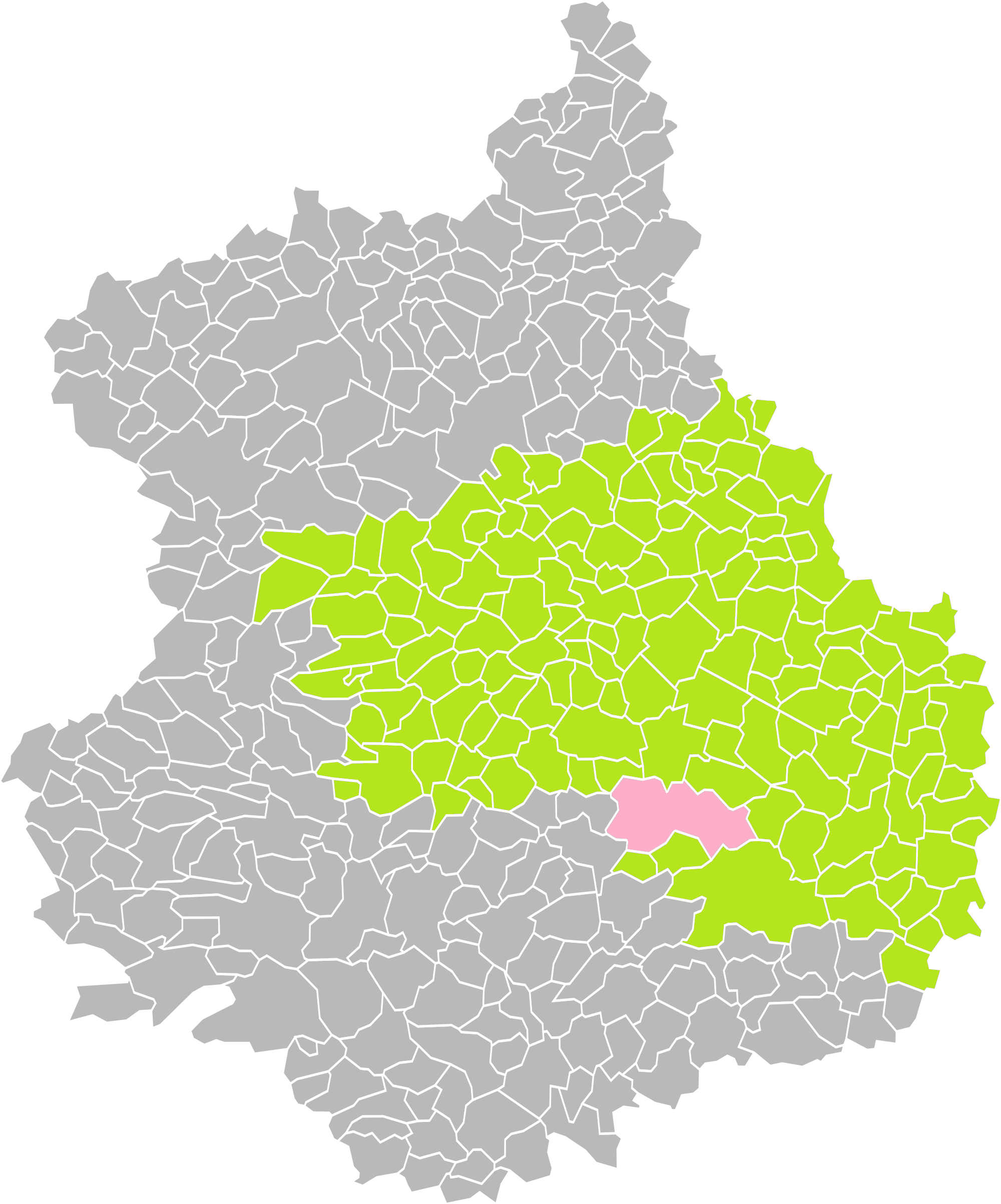
Position des Villages Vovéens (en rose) dans l'arrondissement de Chartres (en vert) du département d'Eure-et-Loir (grisé).

### Climat
Pour des articles plus généraux, voir Climat du Centre-Val de Loire et Climat d'Eure-et-Loir.
En 2010, le climat de la commune est de type climat océanique dégradé des plaines du Centre et du Nord, selon une étude du CNRS s'appuyant sur une série de données couvrant la période 1971-2000. En 2020, Météo-France publie une typologie des climats de la France métropolitaine dans laquelle la commune est exposée à un climat océanique altéré et est dans une zone de transition entre les régions climatiques « Sud-ouest du bassin Parisien » et « Moyenne vallée de la Loire ».
Pour la période 1971-2000, la température annuelle moyenne est de 10,6 °C, avec une amplitude thermique annuelle de 15,1 °C. Le cumul annuel moyen de précipitations est de 615 mm, avec 10,5 jours de précipitations en janvier et 7,4 jours en juillet. Pour la période 1991-2020, la température moyenne annuelle observée sur la station météorologique de Météo-France la plus proche, « Viabon », sur la commune d'Eole-en-Beauce à 8 km à vol d'oiseau, est de 11,5 °C et le cumul annuel moyen de précipitations est de 601,1 mm,. Pour l'avenir, les paramètres climatiques de la commune estimés pour 2050 selon différents scénarios d'émission de gaz à effet de serre sont consultables sur un site dédié publié par Météo-France en novembre 2022.

## Urbanisme

### Typologie
Au 1er janvier 2024, Les Villages Vovéens est catégorisée bourg rural, selon la nouvelle grille communale de densité à 7 niveaux définie par l'Insee en 2022.
Elle appartient à l'unité urbaine des Les Villages Vovéens, une unité urbaine monocommunale constituant une ville isolée,. Par ailleurs la commune fait partie de l'aire d'attraction de Chartres, dont elle est une commune de la couronne,. Cette aire, qui regroupe 117 communes, est catégorisée dans les aires de 50 000 à moins de 200 000 habitants,.

### Risques majeurs
Le territoire de la commune des Villages Vovéens est vulnérable à différents aléas naturels : météorologiques (tempête, orage, neige, grand froid, canicule ou sécheresse), inondations, mouvements de terrains et séisme (sismicité très faible). Il est également exposé à un risque technologique,  le transport de matières dangereuses. Un site publié par le BRGM permet d'évaluer simplement et rapidement les risques d'un bien localisé soit par son adresse soit par le numéro de sa parcelle.

#### Risques naturels
Certaines parties du territoire communal sont susceptibles d’être affectées par le risque d’inondation par débordement de cours d'eau et par ruissellement et coulée de boue, notamment La commune a été reconnue en état de catastrophe naturelle au titre des dommages causés par les inondations et coulées de boue survenues en 1999, 2001 et 2018,.

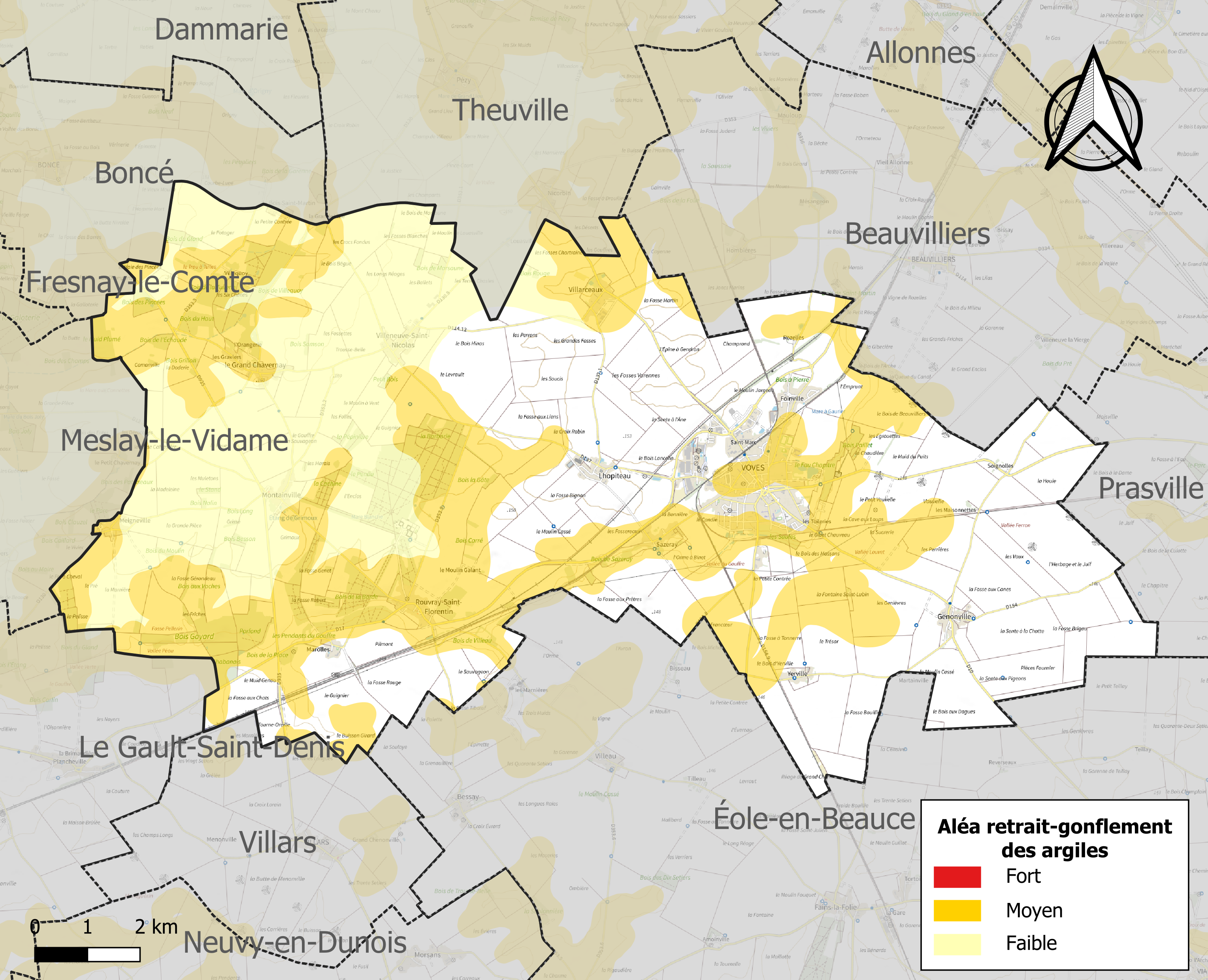
Carte des zones d'aléa retrait-gonflement des sols argileux des Villages Vovéens.

Les mouvements de terrains susceptibles de se produire sur la commune sont des mouvements de sols liés à la présence d'argile, des affaissements et effondrements liés aux cavités souterraines (hors mines) et des effondrements généralisés. L'inventaire national des cavités souterraines permet de localiser celles situées sur la commune.
Le retrait-gonflement des sols argileux est susceptible d'engendrer des dommages importants aux bâtiments en cas d’alternance de périodes de sécheresse et de pluie. 36,6 % de la superficie communale est en aléa moyen ou fort (52,8 % au niveau départemental et 48,5 % au niveau national). Sur les 1 624 bâtiments dénombrés sur la commune en 2019, 721 sont en aléa moyen ou fort, soit 44 %, à comparer aux 70 % au niveau départemental et 54 % au niveau national. Une cartographie de l'exposition du territoire national au retrait gonflement des sols argileux est disponible sur le site du BRGM,.
Concernant les mouvements de terrains, la commune a été reconnue en état de catastrophe naturelle au titre des dommages causés par la sécheresse en 1989, 1992, 1996, 2011 et 2018 et par des mouvements de terrain en 1999.

#### Risques technologiques
Le risque de transport de matières dangereuses sur la commune est lié à sa traversée par des infrastructures routières ou ferroviaires importantes ou la présence d'une canalisation de transport d'hydrocarbures. Un accident se produisant sur de telles infrastructures est en effet susceptible d’avoir des effets graves au bâti ou aux personnes jusqu’à 350 m, selon la nature du matériau transporté. Des dispositions d’urbanisme peuvent être préconisées en conséquence.

## Toponymie
Ce néo-toponyme signifie « Les villages des bois et forêts » qui sont Montainville, Rouvray-Saint-Florentin, Villeneuve-Saint-Nicolas et Voves. Voves est un nom d'origine celtique, du gaulois vidua « bois, forêt ».

## Histoire
La commune nouvelle est née de la fusion de quatre communes : Montainville, Rouvray-Saint-Florentin, Villeneuve-Saint-Nicolas et Voves, qui deviennent communes déléguées.

## Politique et administration

### Élections municipales du 15 mars 2020
- Maire sortant : Marc Guerrini
- 29 sièges à pourvoir au conseil municipal (population légale 2017 : 3 945 habitants)
- 10 sièges à pourvoir au conseil communautaire (communauté de communes Cœur de Beauce)

Tous les sièges sont pourvus lors de ce premier tour ; la liste conduite par Marc Guerrini obtient la majorité.

### Liste des maires
| Période                                  | Période  | Identité       | Étiquette | Qualité                                                                         |
| ---------------------------------------- | -------- | -------------- | --------- | ------------------------------------------------------------------------------- |
| janvier 2016                             | En cours | Marc Guerrini, | LC        | Ingénieur ou cadre technique d'entreprise, conseiller départemental depuis 2021 |
| Les données manquantes sont à compléter. |          |                |           |                                                                                 |

### Communes déléguées
| Nom                      | Code Insee | Intercommunalité        | Superficie (km2) | Population (dernière pop. légale) | Densité (hab./km2) |
| ------------------------ | ---------- | ----------------------- | ---------------- | --------------------------------- | ------------------ |
| Voves (siège)            | 28422      | CC de la Beauce Vovéene | 32,98            | 3 164 (2013)                      | 96                 |
| Montainville             | 28258      | CC de la Beauce Vovéene | 15,35            | 320 (2013)                        | 21                 |
| Rouvray-Saint-Florentin  | 28320      | CC de la Beauce Vovéene | 9,36             | 196 (2013)                        | 21                 |
| Villeneuve-Saint-Nicolas | 28416      | CC de la Beauce Vovéene | 5,16             | 153 (2013)                        | 30                 |

### Jumelages
| Ville | Ville     | Pays | Pays   | Période                   |
| ----- | --------- | ---- | ------ | ------------------------- |
|       | Stroncone |      | Italie | depuis le 14 juillet 2007 |

## Population et société

### Démographie
L'évolution du nombre d'habitants est connue à travers les recensements de la population effectués dans la commune depuis sa création.

En 2022, la commune comptait 3 977 habitants, en évolution de −0,15 % par rapport à 2016 (Eure-et-Loir : −0,23 %, France hors Mayotte : +2,11 %).
| 2018  | 2022  |
| ----- | ----- |
| 3 907 | 3 977 |

## Culture locale et patrimoine
N.B. : Merci de consulter ce même paragraphe dans les articles des communes déléguées.